# Suchao Nuchnum
Suchao Nuchnum (taj. สุเชาว์ นุชนุ่ม, ur. 17 maja 1983 w Nongbua Lamphu) – tajski piłkarz grający na pozycji ofensywnego pomocnika.

## Kariera klubowa
Karierę piłkarską Nuchnum rozpoczął w klubie Telephone Organization of Thailand z miasta Nonthaburi. Następnie w 2004 roku awansował do kadry pierwszej drużyny i w tamtym roku zadebiutował w jego barwach w tajskiej Premier League. Spadł z nim do First Division, ale już w 2006 roku ponownie grał w Premier League. W 2009 roku został wypożyczony do indonezyjskiego Persibu Bandung, w którym grał do końca tamtego roku.
Na początku 2010 roku Nuchnum podpisał kontrakt z klubem Buriram PEA.

## Kariera reprezentacyjna
W reprezentacji Tajlandii Nuchnum zadebiutował w 2005 roku. W 2007 roku został powołany do kadry na Puchar Azji 2007. Tam rozegrał 3 spotkania: z Irakiem (1:1), z Omanem (2:0) i z Australią (0:4).